# كثربا (الكرك)
كثربا منطقة سكنية تقع في لواء عي، محافظة الكرك في الأردن. تنتمي المنطقة لقضاء عي الذي يضم 3 مناطق. يقدر عدد سكانها بـ 2663 نسمة حسب إحصاء 2015.

## الوصلات الخارجية
- دائرة الاحصاءات العامة